# Willem Drost

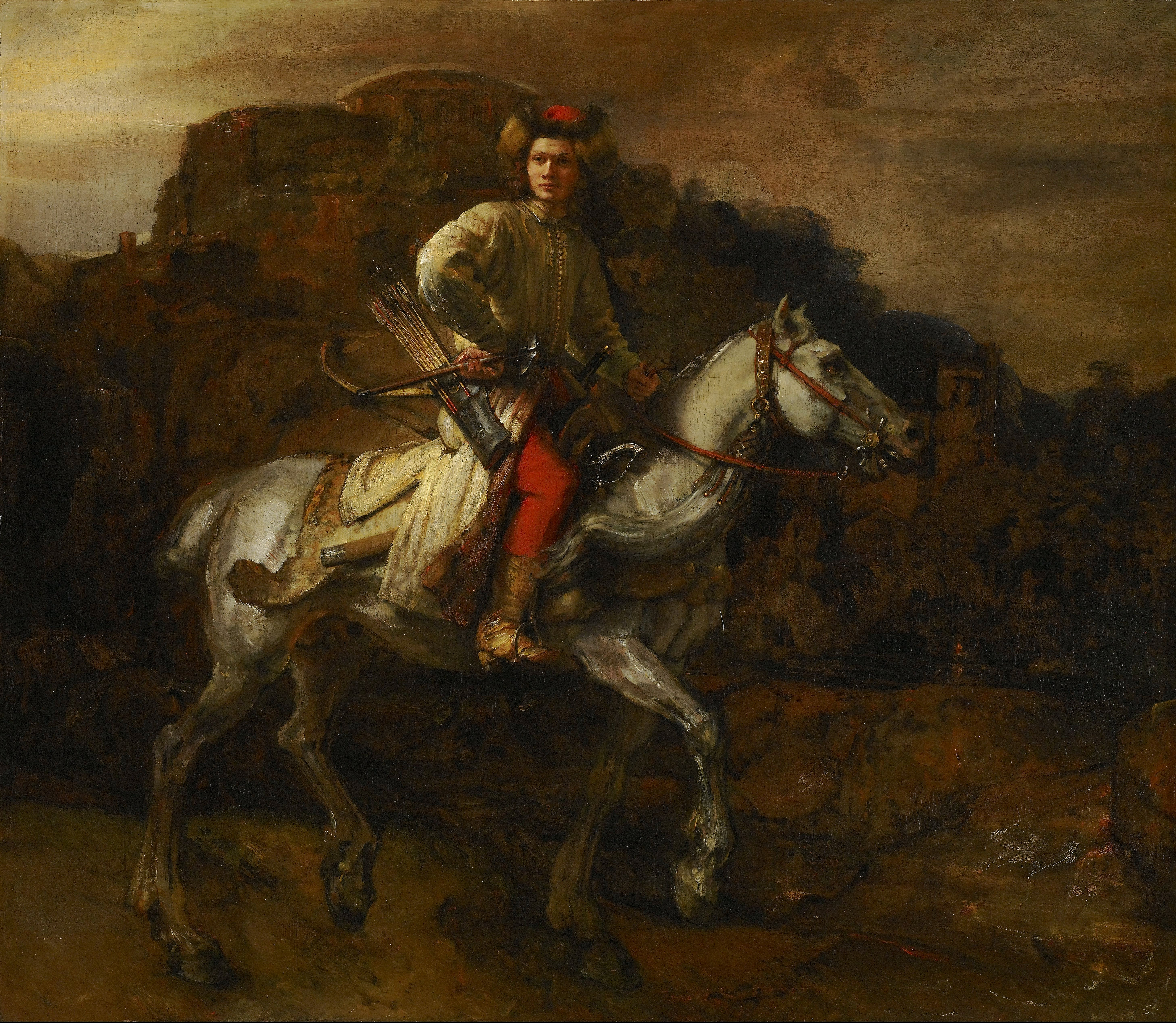
Genet polonès (Col·lecció Frick, Nova York), obra tradicionalment atribuïda a Rembrandt. Alguns historiadors consideren que va ser pintada per Drost.

Willem Drost (Amsterdam?, Batejat el 19 d'abril de 1633 - Venècia, enterrat el 25 de febrer de 1659) va ser un pintor i gravador de l'Edat d'Or neerlandesa, apreciat pels seus retrats i per les seves pintures d'història. Es conserven molt poques de les seves obres i la seva figura està estretament relacionada amb la del seu mestre, Rembrandt. Va ser un dels artistes biografiats per Arnold Houbraken.

## Biografia
Cap a 1650, segons Houbraken, va ser alumne de Rembrandt, amb qui va arribar a tenir una intensa relació laboral. Drost va pintar escenes històriques i bíbliques per al seu mestre, així com retrats i d'altres obres. Entre elles, destaca la seva Betsabé rep la carta de David (1654) inspirada en la Betsabé al bany del seu mestre, pintada el mateix any. Ambdues obres es conserven al Museu del Louvre de París.
Algunes de les obres que van sortir del taller de Rembrandt durant aquest període i que tradicionalment s'atribuïen al mestre holandès es considera ara que van ser pintades amb una aportació gran dels seus alumnes i socis, entre d'altres, de Willem Drost. Una d'aquestes pintures és el Genet polonès(Col·lecció Frick, Nova York), que segons l'investigador Josua Bruyn (membre del Rembrandt Research Project, RRP) sembla ajustar-se millor a l'estil de Drost que al de Rembrandt, encara que alguns historiadors (com Simon Schama o Ernst von Wetering) segueixen sostenint l'autoria de Rembrandt i altres aprecien la col·laboració de diverses mans en les diferents parts del quadre.
Un altre cas és el del Retrat de dona jove amb les seves mans creuades sobre un llibre (datat cap a 1653) de la Galeria Nacional de Londres, atribuït a Rembrandt fins que es va demostrar que la signatura era falsa. L'anàlisi estilística de l'obra ha portat els investigadors a adjudicar la seva autoria a Willem Drost.
A mitjans de la dècada de 1650, de nou segons Houbraken, Drost es va traslladar a Itàlia. Va treballar a Roma i després va col·laborar amb l'artista alemany Johann Carl Loth en una sèrie de quadres (actualment perduts) sobre els Quatre evangelistes, realitzats a Venècia, ciutat on Drost va morir el 1659.

## Obres

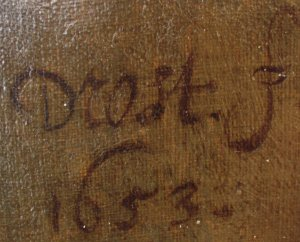
Signatura de Willem Drost al Retrat d'una dama(1653), Museu Bredius, La Haia.

- 1651:Ruth i Noemí, Museu Ashmolean, Oxford. Pels dibuixos preparatoris que es conserven a Dresden, es creu que aquest quadre originalment era més gran i que se li ha seccionat una part[8]
- 1652:Autoretrat.
- 1653:Retrat d'un home (autoretrat ?), Museu Metropolità d'Art.
- 1653:Retrat d'una dama, Museu Bredius, La Haia. Aquest quadre formava parella amb elRetrat d'un homedel Museu Metropolità de Nova York.[9]
- 1653:El filòsof, Galeria Nacional de Washington.
- C. 1653:Retrat de dona jove amb les seves mans creuades sobre un llibre, Galeria Nacional de Londres.
- C. 1654:Retrat de dona jove amb vestit de brocat, Col·lecció Wallace, Londres. Aquest quadre portava una signatura falsa de Rembrandt que va ser retirada el 1976.
- C. 1654:Retrat d'home jove, Museu Nacional d'Art de Catalunya,
- C.1654:Retrat d'un home que fulleja un llibre, Museu del Louvre, París. Aquesta obra també va ser atribuïda a Rembrandt.[10]
- C.1654:Bust d'home amb gran barret, Galeria Nacional d'Irlanda, Dublín. En una restauració d'aquesta obra el 1982 es va descobrir la signatura de Drost, el que va permetre atribuir altres obres de començaments de la dècada de 1650 que tradicionalment s'adjudicaven a Rembrandt o a algun assistent.
- 1654:Retrat d'un oficial amb boina vermella, David Findlay Jr Fine Art Gallery, Nova York.
- 1654:Betsabé rep la carta de David, Museu del Louvre, París.[11]
- 1655:Flautista, col·lecció privada, Alemanya.
- C.1655:Autoretrat com Joan l'Evangelista, Col·lecció d'Alfred Bader, Milwaukee (Estats Units).[12]
- C.1656Home jove amb flauta, col·lecció privada.
- C.1657:Timoteu i Lois, Museu de l'Hermitage, Sant Petersburg. El quadre representa a Lois ensenyant a llegir al seu net a la pàgina del Museu de l'Hermitage.
- C.1658:Nen amb flauta dolça, Galleria Palatina (Palau Pitti), Florència.
- C.1659:Mercuri i Argos, Gemäldegalerie Alte Meister, Dresden.

### Obres d'atribució dubtosa o discutida
- El centurió Corneli (o, potser,El serf despietat). A la Col·lecció Wallace aquest quadre s'atribueix actualment a un seguidor de Rembrandt (sense especificar l'autor concret) i s'assenyala la incertesa sobre el seu tema. Alguns consideren que es tracta de la història del centurió  Corneli (Fets dels Apòstols, 10) o la paràbola del servent despietat. Com en altres casos, també va ser atribuïda a Rembrandt.
- c.1659:Sant Mateu i l'àngel, Museu d'Art de Carolina del Nord,  Raleigh (Estats Units). No hi ha acord entre els especialistes en Drost sobre si aquesta obra és de la seva autoria.[13]
- c.1659:Abraham expulsa Agar i Ismael, col·lecció delCollegeGuilford, Greensboro (Carolina del Nord), (Estats Units). Es considera una còpia d'un original de Drost.